# Jared Ingersoll

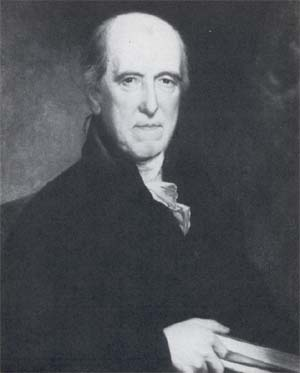
Jared Ingersoll (1820)

Jared Ingersoll (* 24. Oktober 1749 in New Haven, Colony of Connecticut; † 31. Oktober 1822 in Philadelphia, Pennsylvania) war ein Rechtsanwalt und Politiker aus Philadelphia. Er war nicht nur einer der Gründerväter der Vereinigten Staaten, sondern auch Mitverfasser des Grundrechtskatalogs, der Bill of Rights.
Ingersoll war Delegierter zum Kontinentalkongress für Pennsylvania und unterschrieb die Verfassung auf der Philadelphia Convention. Ingersoll diente als Attorney General Philadelphias in den Jahren 1791 bis 1800 sowie von 1811 bis 1816. Er fungierte in den Jahren 1800 und 1801 als United States Attorney für Pennsylvania. Bei der Präsidentschaftswahl von 1812 war er als Running Mate von DeWitt Clinton Kandidat für die Vizepräsidentschaft.

## Leben
Jared Ingersoll war den Ideen der Aufklärung verpflichtet und unterstützte die Sache der amerikanischen Revolution. Seine Ausbildung als Jurist verstärkte seinen Glauben, dass die Probleme der neuen unabhängigen Staaten durch die Unzulänglichkeit der Artikel der Konföderation verursacht wurden.
Er wurde ein früher und glühender Verfechter der Verfassungsreform, obwohl er, wie eine Reihe seiner Kollegen beim Verfassungskonvent, daran glaubte, dass diese Reform durch eine einfache Änderung der Satzung erreicht werden könne. Erst nach Wochen der Debatte sah er ein, dass ein neues Dokument notwendig war. Ironischerweise leistete er seinen großen Beitrag für die Sache der verfassungsmäßigen Regierung nicht während des Konvents, sondern erst später, als er während einer langen und ausgezeichneten juristischen Karriere bei der Definition von vielen der in Philadelphia aufgestellten Grundsätze mithalf.

### Karriere vor der Constitutional Convention
Er wurde in New Haven, Connecticut als Sohn von Jared Ingersoll Sr. (1722–1781) geboren. Der Vater war britischer Regierungsbeamter und ein starker Vertreter der Krone. Dies führte zu einer Attacke von amerikanischen Patrioten, die ihn teerten und federten.
Im Jahr 1765, dem Jahr des Stamp Act, wurde der ältere Jared Ingersoll zum Stamp Master ernannt. Ihm wurde Connecticut zugewiesen. Ingersoll wurde in den nächsten Monaten zum meistgehassten Mann in der Colony of Connecticut.
Der junge Ingersoll absolvierte die Hopkins Grammar School in New Haven im Jahr 1762, machte seinen Abschluss am Yale College im Jahr 1766, studierte Recht in Philadelphia und wurde 1773 als Anwalt in Pennsylvania zugelassen. Ingersoll war zwischen seinem Streben nach Unabhängigkeit und der Loyalität zu seinem Vater hin- und hergerissen. Er entfloh dem Konflikt und verbrachte eine längere Zeit in Europa. In Paris machte er die Bekanntschaft von Benjamin Franklin.
Kurz nach dem Beginn der Revolution bekannte er sich zu dieser. 1778 zog er nach Philadelphia. Zwei Jahre später wurde er in den Kontinentalkongress (1780–81) gewählt. 1781 heiratete er Elizabeth Pettit. Im selben Jahr wurde er zum Mitglied der American Philosophical Society gewählt.

### Beiträge zur Constitutional Convention
Auf der Convention wurde Ingersoll zu denen, die die Überarbeitung der bestehenden Artikel der Konföderation forderten, gezählt. Aber am Ende schloss er sich der Mehrheit an und unterstützte einen Plan für eine neue Bundesregierung. Trotz seiner Reputation als guter Anwalt nahm Ingersoll selten an den Kongressdebatten teil, jedoch an allen Sitzungen.

### Karriere nach der Constitutional Convention
Sobald die neue Regierung gestellt wurde, kehrte Ingersoll wieder zur Juristerei zurück. Bis auf ein paar Ausflüge in die Politik war er Mitglied des Gemeinsamen Rates von Philadelphia (1789). Bei der Präsidentschaftswahl von 1812 bewarb er sich als Running Mate von DeWitt Clinton um das Amt des Vizepräsidenten. Clinton hatte sich für die Wahl mit der Föderalistischen Partei alliiert. James Madison und Elbridge Gerry von der Demokratisch-Republikanischen Partei gewannen jedoch die Wahl.
Ingersolls wichtigster Beitrag für die Sache der verfassungsmäßigen Regierung kam nicht während des Konvents, aber später während einer langen und ausgezeichneten juristischen Karriere, als er half, viele der in Philadelphia aufgestellten Grundsätze zu definieren. Er leistete seine Beiträge zum Verfassungsprozess durch mehrere Fälle des Obersten Gerichtshofes, die verschiedene Grundsätze im Verfassungsrecht während des Beginns der neuen Republik definierten. In einem wichtigen Fall vertrat er Georgia im Prozess Chisholm v. Georgia (1793), ein richtungsweisender Fall bezüglich der Rechte der Staaten. Hier entschied das Gericht gegen ihn, nämlich dass ein Staat beim Bundesgericht von einem Bürger eines anderen Staates verklagt werden könne. Diese Umkehrung des Begriffs der staatlichen Souveränität wurde später von der elften Änderung der Verfassung aufgehoben. Bei der Vertretung Hyltons in Hylton v. United States (1796) trat Ingersoll bei der ersten juristischen Herausforderung für die Verfassungsmäßigkeit eines Gesetzes des Kongresses auf. In diesem Fall bestätigte der Oberste Gerichtshof das Recht der Regierung, eine Steuer auf Fracht zu verhängen.
Ingersoll diente als Berater in verschiedenen Fällen. Dazu gehörten z. B. die internationalen Beziehungen der USA zu anderen Nationen. Er verteidigte Senator William Blount aus Tennessee in dessen Amtsenthebungsverfahren (Impeachment).

## Tod
Jared Ingersoll starb in Philadelphia im Alter von 73 Jahren. Er wurde auf dem Friedhof Old Pine Street Presbyterian Church Cemetery beigesetzt. Die Straße Ingersoll Street in Madison, Wisconsin ist nach Jared Ingersoll benannt.

## Familie
Jared Ingersoll hatte zwei Söhne, Charles Jared Ingersoll (1782–1862) und Joseph Reed Ingersoll (1786–1868).